# Lovers and Lollipops
Pour plus de détails, voir Fiche technique et Distribution.
Lovers and Lollipops est un film américain réalisé par Morris Engel et Ruth Orkin, sorti en 1956.

## Synopsis
Peggy, petite fille de sept ans, vit avec sa mère Ann, mannequin et veuve. Celle-ci commence à fréquenter Larry.

## Fiche technique
- Titre français : Lovers and Lollipops
- Réalisation et scénario : Morris Engel et Ruth Orkin
- Photographie : Morris Engel
- Montage : Ruth Orkin
- Musique : Eddy Lawrence Manson
- Pays d'origine : États-Unis
- Format : Noir et blanc - 35 mm - 1,37:1 - Mono
- Genre : drame
- Durée : 82 minutes
- Date de sortie : 
  - États-Unis : 18 avril 1956

## Distribution
- Lori March : Ann
- Gerald S. O'Loughlin : Larry
- Cathy Dunn : Peggy
- William Ward : Peter